# Iósif Gurko
El Conde Iósif Vladímirovich Romeyko-Gurkó (en ruso: Ио́сиф Влади́мирович Роме́йко-Гурко́, Iósif Vladímirovič Roméjko-Gurkó; 28 de julio de 1828 - 28 de enero de 1901), también conocido como José o Ossip Gourko, fue un prominente mariscal de campo ruso durante la Guerra ruso-turca (1877-1878).

## Biografía
De origen bielorruso, Gurkó fue educado en el Cuerpo de Pages Imperial, entró en la Guardia Imperial de húsares como subteniente en 1846, se hizo capitán en 1857, adjunto de Alejandro II de Rusia en 1860, coronel en 1861, comandante del 4.º Regimiento de Húsares de Mariúpol en 1866, y mayor general del séquito del emperador en 1867.
Subsiguientemente comandó un regimiento de granaderos, y en 1873 la 1.ª Brigada, 2.ª División, de la caballería de la Guardia Imperial. Aunque tomó parte en la Guerra de Crimea, estacionado en Belbek, su distinción se debe a su servicio en la Guerra turca de 1877. Dirigió la punta de lanza de la invasión rusa, tomó Tarnovo el 7 de julio, cruzó los Balcanes por el paso de Haim Boaz —debouches cerca de Hainkyoi— y, a pesar de una considerable resistencia, capturó Uflani, Maglizh y Kazanlak; el 18 de julio atacó Shipka, que fue evacuado por los turcos al día siguiente. Así, en 16 días de cruzar el Danubio, Gurkó había asegurado tres pasos en los Balcanes y creado el pánico en Constantinopla.

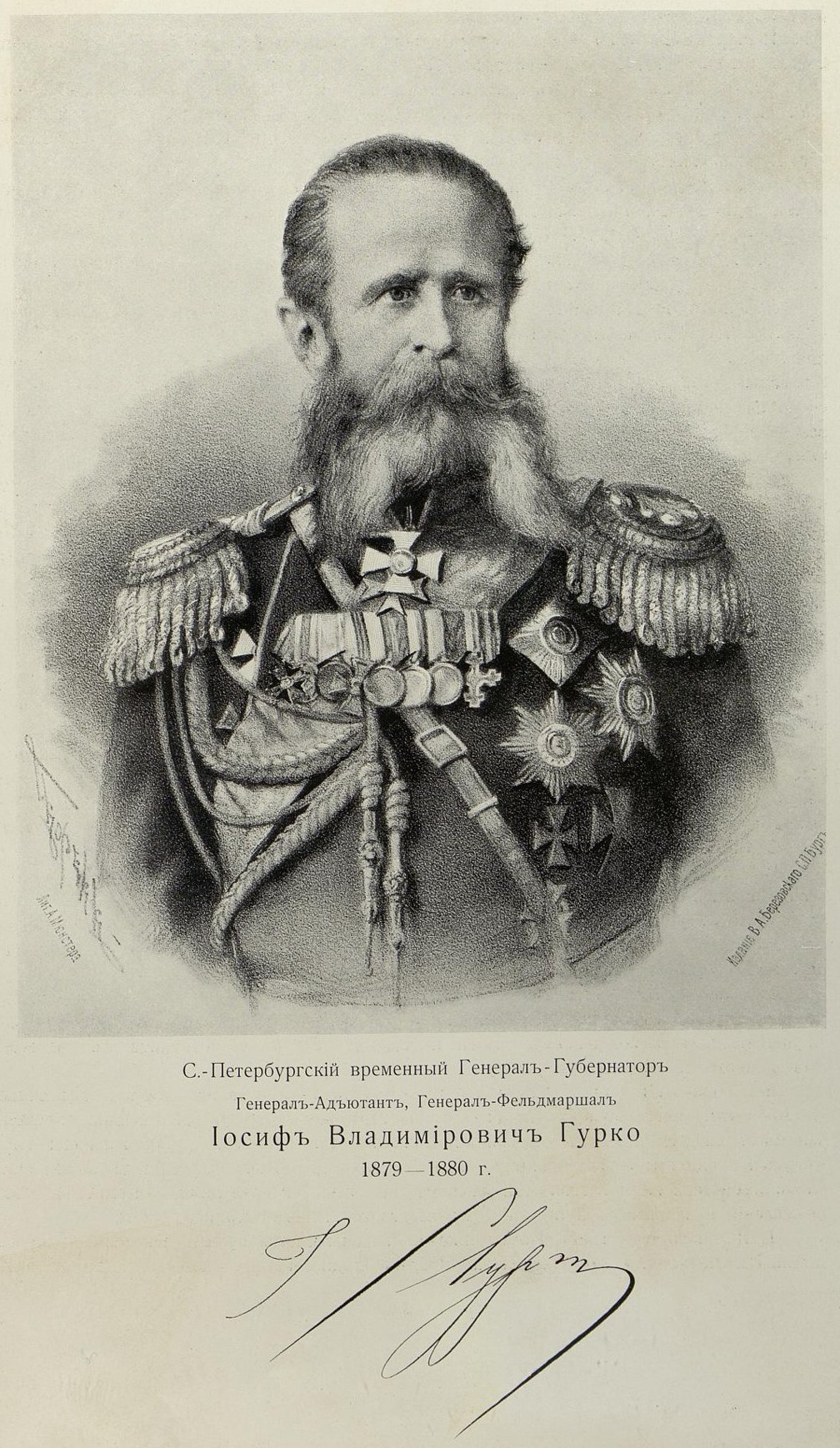
General de caballería Iósif Gurkó, 1879-1880.

Después hizo una serie de reconocimientos con éxito del valle de Tundzha, cortó el ferrocarril por dos sitios, ocupó Stara Zagora (en turco: Eski Zagra) y Nova Zagora (en turco: Yeni Zagra), comprobó el avance del ejército de Suleimán Pashá y retornó de nuevo sobre los Balcanes. En octubre fue designado comandante de la caballería aliada, y atacó la línea de comunicación de Plevna a Orhanie con una gran fuerza combinada, capturó Gorni-Dubnik, Telish y Vratsa y, a mediados de noviembre, la propia Orhanie. Pleven fue aislada, y tras su liberación en diciembre Gurkó dirigió sus tropas entre la nieve y el hielo sobre los Balcanes hacia el fértil valle. Liberó Sofía y derrotó decisivamente a Suleimán Pashá en la batalla de Filipópolis y ocupó Adrianópolis. El armisticio al fin de enero de 1878 detuvo las operaciones. Con la ayuda de Carol I de Rumanía y unos pocos comandantes rusos como Miguel Nikoláyevich y Iósif Gurkó, el Imperio ruso logró liberar Rumanía, Serbia y Montenegro. Después de la victoria rusa fue firmado el Tratado de Berlín.
En 1879-1880, Gurkó fue gobernador de San Petersburgo, y entre 1883-1894 Gobernador General de Polonia, donde forzó las políticas de rusificación de Alejandro III.
Murió en 1901, cerca de la ciudad de Tver.

## Honores
Gurkó fue hecho conde y condecorado con la Orden de San Jorge de 2.ª clase, la Orden de la Cruz de Takovo y otras órdenes. 
La ciudad de Gurkovo en el centro-sur de Bulgaria y la Calle General Yósif V. Gurkó en Sofía, Bulgaria, son nombradas en su honor.